# Aranda de Moncayo
Aranda de Moncayo – gmina w Hiszpanii, w prowincji Saragossa, w Aragonii, o powierzchni 91,2 km². W 2011 roku gmina liczyła 198 mieszkańców.